# Asmild–Tapdrup Sognekommune
Asmild – Tapdrup Sognekommune i Nørlyng Herred var en kommune i Viborg Amt fra 1842 til 1970.

## Sogne
Indtil 1992 bestod området af de to sogne Asmild Sogn og Tapdrup Sogn.
I 1992 blev Houlkær udskilt fra Asmild Sogn. Derved blev Houlkær Sogn et selvstændigt sogn og pastorat.
Der er tre kirker i området. Asmild og Tapdrup kirker er fra Middelalderen. I 1992 blev Houlkær Kirke opført i det daværende Asmild Sogn. 

## Kommunens nedlæggelse
I 1970 blev kommunen indlemmet i Viborg Kommune (1970-2006). Efter kommunesammenlægningen i 2007 hører området fortsat til i den udvidede Viborg Kommune. 
 Der er for få eller ingen kildehenvisninger i denne artikel, hvilket er et problem. Du kan hjælpe ved at angive troværdige kilder til de påstande, som fremføres i artiklen.